# Freiheitsbrücke (Budapest)
Die Freiheitsbrücke (ungarisch Szabadság híd) ist eine der neun Straßenbrücken über die Donau in der ungarischen Hauptstadt Budapest. Sie verbindet den Budaer Szent Gellért tér mit dem Pester Kiskörút (Kleinen Ring) und dem Fővám tér (Zollamtsplatz) bei der Corvinus-Universität Budapest und der Großen Markthalle.

## Geschichte
In einem 1894 beendeten internationalen Wettbewerb für die Planung und den Bau der stromauf gelegenen Elisabethbrücke und der Freiheitsbrücke (in der Ausschreibung noch als Brücke am Zollamtsplatz (Fővám tér) bezeichnet) wurde der von dem ungarischen Ingenieur János Feketeházy in Gemeinschaft mit den Architekten Steinhard & Lang vorgelegte Entwurf ausgewählt und zur Ausführung angenommen. Nach etwa zweijähriger Bauzeit wurde das Bauwerk anlässlich der Feierlichkeiten zum 1000. Jahrestag der Landnahme am 4. Oktober 1896 als damals zweite Donaubrücke den Budapestern feierlich übergeben. Bei ihrer Fertigstellung erhielt sie zu Ehren von König Franz Joseph I. den Namen Ferenc József híd (Franz-Joseph-Brücke). Der Namenspatron ließ es sich auch nicht nehmen, symbolisch den letzten mit den Initialen F.J. I. versehenen (silbernen) Niet am Pester Brückenkopf einzuschlagen. Unter einer Glasscheibe ist heute eine Nachbildung des 1956 gestohlenen Originals ausgestellt.
Wie alle Budapester Donaubrücken fiel auch die Freiheitsbrücke am 16. Januar 1945 den Sprengkommandos der deutschen Wehrmacht zum Opfer. Aber bereits am 20. August 1946, also eineinhalb Jahre später, konnte die Brücke nach dem originalgetreuen Wiederaufbau als erste der neun Brücken wiedereröffnet werden. Der schnelle Wiederaufbau war dank der geringen Beschädigung möglich. Auch konnten die alten Ornamente, die Königswappen und die unten beschriebenen Vögel für den Wiederaufbau erhalten und verwendet werden. Aus Anlass der Wiedereröffnung wurde sie in Freiheitsbrücke umbenannt.
In den Jahren 2007/2008 wurde das Bauwerk umfassend saniert.

## Beschreibung

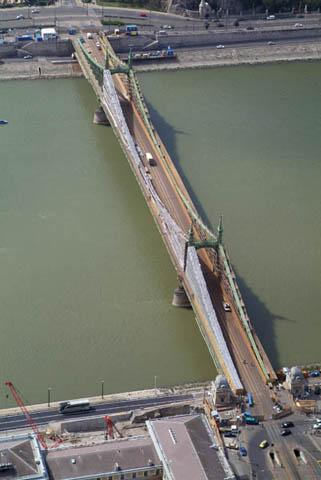
Luftbild

Die 333,6 m lange und 20,1 m breite Brücke überbrückt die Donau und die beiden Uferstraßen. Sie hat je zwei Fahrspuren und Trambahngleise sowie außerhalb der Brückenträger angeordnete Gehwege.
Die auf zwei Strompfeilern lagernde Stahlkonstruktion überbrückt drei Öffnungen mit Spannweiten von 79,3 + 175,0 + 79,3 m. Ihre Fachwerkträger erinnern mit ihren geschwungenen, weitgehend einer Kettenlinie folgenden Obergurten an eine Kettenbrücke und lassen nur schwer erkennen, dass die Hauptöffnung einen 46,9 m langen Einhängeträger enthält. Die Brücke ist somit eine Gerberträgerbrücke. Als Gegengewicht zu den Lasten des Einhängeträgers wurden gusseiserne Blöcke in die landseitigen Enden der Ausleger eingefügt. Die gesamte Konstruktion erhielt nach dem Schutzanstrich eine grüne Farbgebung.
Die eisernen Pylone sind mit Blechen verkleidet, reich im Jugendstil verziert und mit einem gekrümmten, durchbrochenen Bogen zu einem Portal verbunden. Auf den Bögen befindet sich eine Nachbildung des ungarischen Wappens, d. h. des Wappens der Länder der Ungarischen Krone mit der Stephanskrone. Die Spitzen der Pylone sind als hohe Fialen gestaltet, auf denen jeweils ein Turul-Vogel mit ausgebreiteten Flügeln auf einer goldenen Kugel steht. An den Außenseiten der Pylone sowie an den äußeren Enden der Obergurte befinden sich Kartuschen mit dem Wappen des Königreichs Ungarn. Auf den Obergurten stehen aufwendig gestaltete Kandelaber.
Eines der für die Erhebung der Brückenmaut auf der Pester Seite errichteten Häuschen dient mittlerweile als Museum der Budapester Donaubrücken.

## In den Medien
Die Brücke ist auf einer 1,50-Forint-Briefmarke von 1964 abgebildet.

## Sonstiges
Die Konstruktionsform der Freiheitsbrücke als an eine Kettenbrücke erinnernde Gerberträgerbrücke hatte Ähnlichkeiten mit der 1891 erbauten und 1945 zerstörten Friedrichsbrücke in Mannheim. Eine ähnliche Konstruktionsweise hat auch die Salzachbrücke (1903) zwischen Laufen und Oberndorf bei Salzburg, die Neutorbrücke (1907) in Ulm sowie der Eiserne Steg (1912) in Frankfurt am Main.